# Elegia hutchinsonii
Elegia hutchinsonii är en gräsväxtart som beskrevs av Neville Stuart Pillans. Elegia hutchinsonii ingår i släktet Elegia och familjen Restionaceae. Inga underarter finns listade i Catalogue of Life.